# 파라한
《파라한》은 2013년 9월 출간된 전명의 소설로, 2014년 동명의 이름으로 KBS 라디오극장에서 라디오 드라마화(2014년 11월 1일 ~ 2014년 11월 30일 방송) 되었다.